# オスキル貯水池
オスキル貯水池（ウクライナ語: Оскільське водосховище, ラテン文字転写: Oskilske vodoskhovishche; ロシア語: Оскольское водохранилище, ラテン文字転写: Oskolskoe vodokhranilishche）は、ウクライナ・ハルキウ州を流れるオスキル川に沿う人造湖。以前はチェルヴォニー=オスキル貯水池と呼ばれていた。
この貯水池は面積が130 km2, 南北長が125 km, 最大幅が4 km, 平均水深が4 m, 貯水量が474 hm2あり、1958年に造設された。洪水調整、電力供給、および漁業支援を目的としている。
2022年のロシアによるウクライナ侵攻の際には、オスキル川下流から洪水を引き起こし、ロシア軍のドンバス地方への進出を遅らせることができることとする戦略的拠点として重要視された。